# Симон II Векер фон Цвайбрюкен
Симон II (III) Векер фон Цвайбрюкен (на немски: Simon II (III) Wecker von Zweibrücken; * пр. 1355/1358; † 1401) е граф на Цвайбрюкен-Бич.

## Произход
Той е малкият син на граф Симон I фон Цвайбрюкен-Бич († 1355) и третата му съпруга Агнес фон Лихтенберг († 1378), дъщеря на Йохан II фон Лихтенберг († 1366) и Йохана фон Лайнинген († 1346). Внук е на граф Еберхард I фон Цвайбрюкен († 1321) и Агнес фон Саарбрюкен-Комерси († сл. 1304).
Брат е на граф Ханеман I фон Цвайбрюкен-Бич († 1399/1400), Хайнрих, господар на Херенщайн († сл. 1406), Еберхард, архдякон в Страсбург († сл. 1398) и на Фридрих († 1406).

## Фамилия
Първи брак: на 22 януари 1366 г. с роднината си графиня Агнес фон Сарверден († пр. 29 октомври 1381), дъщеря на граф Йохан II фон Сарверден († сл. 1381) и Клара фон Финстинген-Бракенкопф († сл. 1365). Те имат един син:
- Симон III (IV) Векер фон Цвайбрюкен († 1403)

Втори брак: през 1382 г. с графиня Агнес фон Насау-Вайлбург († 1401), дъщеря на граф Йохан I фон Насау-Вайлбург († 1371) и втората му съпруга графиня Йохана фон Саарбрюкен († 1381). Нямат деца.